# Fraser Hornby
Fraser Hornby (Southampton, 13 de septiembre de 1999) es un futbolista escocés que juega de delantero en el SV Darmstadt 98 de la 2. Bundesliga.

## Trayectoria
Hornby comenzó su carrera deportiva en el Everton F. C., en 2017, debutando como profesional el 7 de diciembre, en un partido de la Liga Europa de la UEFA 2016-17 frente al Apollon Limassol.
Durante la temporada 2019-20 se marchó cedido al K. V. Kortrijk de la Primera División de Bélgica.

### Stade de Reims
En 2020 fichó por el Stade de Reims de la Ligue 1.

## Selección nacional
Hornby fue internacional sub-17, sub-19 y sub-21 con la selección de fútbol de Escocia.

## Clubes
| Club                    | País       | Año       |
| ----------------------- | ---------- | --------- |
| Everton F. C.           | Inglaterra | 2017-2020 |
| K. V. Kortrijk (cedido) | Bélgica    | 2019-2020 |
| Stade de Reims          | Francia    | 2020-2023 |
| Aberdeen F. C. (cedido) | Escocia    | 2021      |
| K. V. Oostende (cedido) | Bélgica    | 2022-2023 |
| SV Darmstadt 98         | Alemania   | 2023-     |